# ویلرود گاردنز (کانزاس)
ویلرود گاردنز (به انگلیسی: Wilroads Gardens) یک منطقهٔ مسکونی در ایالات متحده آمریکا است که در شهرستان فورد، کانزاس واقع شده‌است. ویلرود گاردنز ۶۰۹ نفر جمعیت دارد و ۷۴۴ متر بالاتر از سطح دریا واقع شده‌است.